# Тијарет (покрајина)
Тијарет (арап. ولاية تيارت, берб. Tahert), једна је од 48 покрајина у Народној Демократској Републици Алжир. Покрајина се налази у северном делу земље у планинском појасу венца Атласа.
Покрајина Тијарет покрива укупну површину од 20.673 km² и има 842.060 становника (подаци из 2008. године). Највећи град и административни центар покрајине је град Тијарет.